# José González Ganoza
José Manuel Gonzáles Ganoza (10 de julho de 1954 — 8 de dezembro de 1987) foi um futebolista peruano que atuava como goleiro. Ele competiu na Copa do Mundo FIFA de 1982, sediada na Espanha, na qual a seleção de seu país terminou na 20º colocação dentre os 24 participantes.
Morreu aos 33 anos, no acidente aéreo com o avião do Alianza Lima, única equipe que defendeu na carreira. Neste dia, a equipe estava voltando de uma partida contra o Deportivo Pucallpa. A viagem de regresso foi no dia 8 de dezembro, em um avião Fokker da Marinha Peruana, que caiu no mar a poucos quilômetros do Aeroporto Internacional Jorge Chávez, em Lima.
Por ter um porte físico muito avantajado (media 1,90 m e pesava 85 quilos) e nadar muito bem, foi o responsável por salvar o piloto da aeronave que foi o único sobrevivente do acidente, e quase salvou Marcos Calderón, seu ex-técnico na Seleção Peruana e que era o treinador do time na época, por isso é considerado herói nacional no Peru.
Era tio do atacante Paolo Guerrero.